# Eastwick (Royaume-Uni)
Eastwick est une paroisse civile et un village du Hertfordshire, en Angleterre.